# Yankel Feather

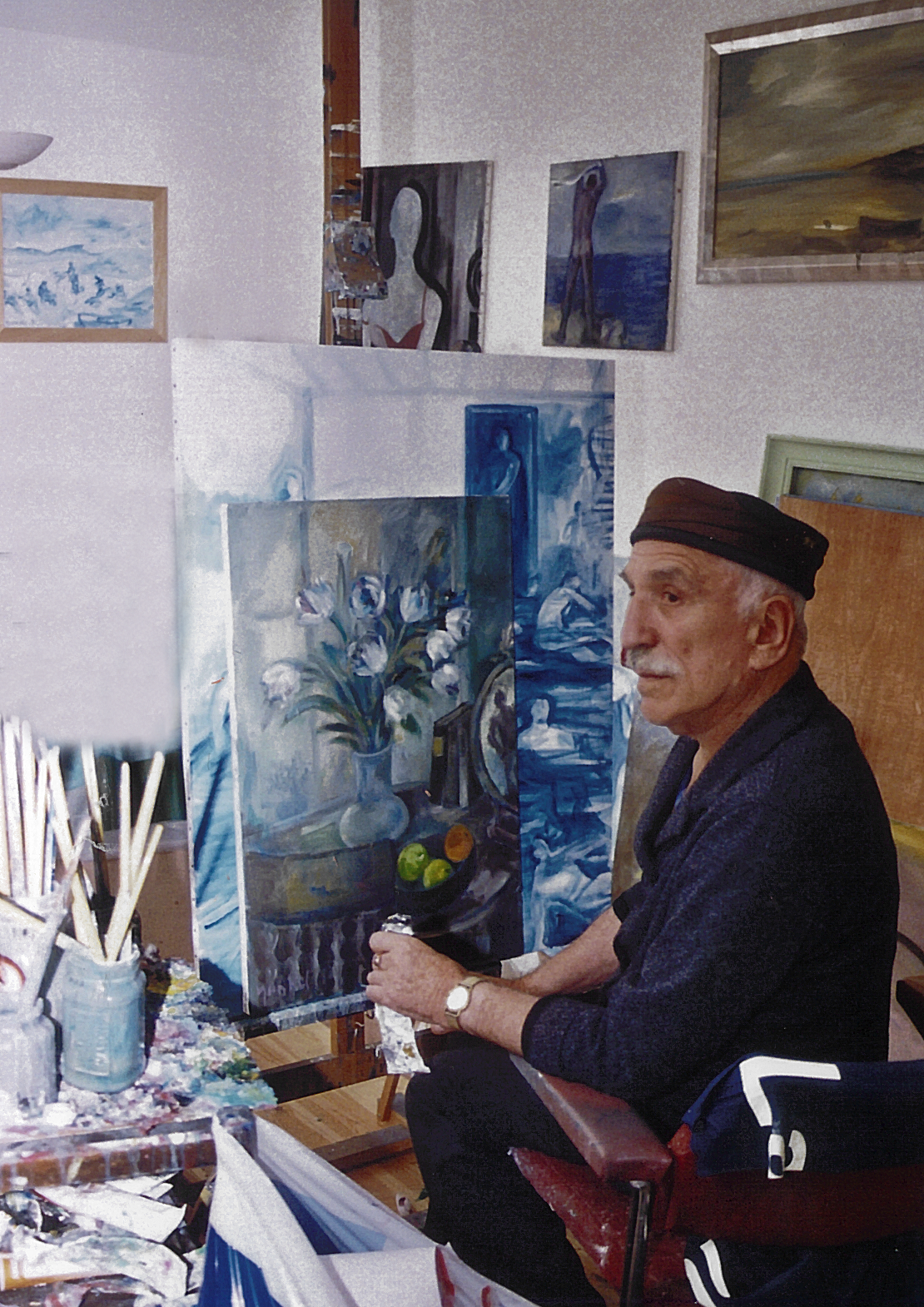
Yankel Feather

Yankel Feather (Liverpool, 21 juni 1920 - 18 april 2009) was een Engels kunstschilder. Hij behoorde tot de Moderne School.
Feather kwam uit een zeer bescheiden milieu. Zijn vader was een Oostenrijks joods migrant. Feather had evenwel zijn aanleg om te schilderen geërfd. Tijdens de Tweede Wereldoorlog werkte hij in de vliegtuigindustrie in Merseyside, deed hij dienst bij de lichte infanterie en ging zoveel hij kon kunstwerken in de musea bekijken. Hij schilderde zelf en werd mettertijd als kunstschilder vooral bekend om zijn stillevens en landschappen en onderhield nauwe vriendschapsbanden met L.S. Lowry en Terry Frost. Hij was openlijk homoseksueel en in de jaren 60 had hij een bekende bar (annex club) in Liverpool, "The Basement". In 1977 verhuisde hij van Liverpool naar Cornwall. Veel van zijn werk bleef echter bepaald door zijn Liverpoolse arbeidersafkomst, zoals voetballende jongens aan de dokken of grote gebouwen in Merseyside.

## Bron
- Yankel Feather: Painter whose work was suffused with images of his Liverpool childhood and later life in Cornwall, The Independent, 22 april 2009